# مجزرة عائلة أبو عيدة
مجزرة عائلة أبو عيدة (5 نوفمبر 2023) هي مجزرةٌ ارتكبها سلاح الجوّ الإسرائيلي حينما أغارَ على منزل سكني يقع في جباليا تابع لعائلة أبو عيدة خلال يوم الأحد الموافق 5 نوفمبر 2023، حيث شن سلسلة غارات المنزل الذي يعيش فيه كافة أفراد العائلة، هذه المجرزة واحدة من ضمن سلسلة مجازر ارتكبها الاحتلال الإسرائيلي خلال الحرب الفلسطينية الإسرائيلية بعد عملية طوفان الأقصى التي شنتها المقاومة، وتسبّبت هذه المجزرة الإسرائيليّة باستشهاد أكثر من 77 من أفراد عائلة أبو عيدة.

## خلفية الحدث
في ساعاتِ الصباح الأولى من يوم السابع من أكتوبر 2023 أطلقت حركة المقاومة الإسلامية حماس عبر ذراعها العسكري كتائب الشهيد عز الدين القسام عملية طوفان الأقصى وذلك ردًا على الاعتداءات الإسرائيلية وتدنيس الأقصى والاستمرار في الاستيطان، كما أكّد على ذلك محمد الضيف القائد العام للقسّام والذي أعطى إشارة انطلاق العمليّة التي شهدت اقتحامًا من المقاومين لمستوطنات غلاف غزة ونجحوا في قتلِ عدد كبيرٍ من الجنود الإسرائيلين، وأسر عشرات آخرين كما استطاعوا خلال ساعات قطع عشرات الكيلومترات ووصلوا لمستوطنات أبعد من تلك المحيطة والقريبة من قطاع غزة.
استمرَّت الاشتباكات بين الجيش الإسرائيلي وبين المقاومين في عديد من المستوطنات وعلى رأسها مستوطنة سديروت. الرد الإسرائيلي على هذه العمليّة جاء من خلال شنّ سلاح الجو الإسرائيلي عشرات الغارات العشوائيّة على القطاع متسبّبة في مقتل عشرات المدنيين وتدمير البنية التحتية لمدن القطاع، ليصل حد فرض إغلاق شامل وقطع متعمد لكل الخدمات من ماء وكهرباء وغاز، وهو ما هدَّد حياة أكثر من مليونَي فلسطيني يعيشُ داخل القطاع الذي يُعاني أصلًا من تبعات الحصار الخانق عليهم منذ ستة عشر عاماً.
وفي مساء يوم 27 أكتوبر/تشرين الأول، أعلن جيش الاحتلال الإسرائيلي بدء الهجوم بري على قطاع غزة من خلال بدء التوغل في بلدة بيت حانون ومخيم البريج. حدث الهجوم وسط سلسلة من الغارات الجوية الإسرائيلية واسعة النطاق التي أدت إلى قطع الاتصالات المتنقلة والوصول إلى الإنترنت في غزة.

## المجزرة
خلال ساعات الصباح الأولى من يوم الأحد الموافق 5 نوفمبر 2023، وفي ظل الاجتياح البري لقطاع غزة، قام سلاح الطيران الإسرائيلي بقصف المربع السكني الذي يعيش به كافة أفراد عشيرة أبو عيدة الواقع في منطقة وسط مدينة جباليا وبالقرب من دوار الشهداء الستة. حيثُ قام سلاح الجو بقصف المربع السكني بشكل مكثف وقام بتدميره بشكل كامل. كانت نتيجة هذه المجزرة هي استشهاد 77 مواطناً من عائلة أبو عيدة.

## الضحايا
1. شحدة عبيد علي أبوعيدة
2. جليلة فريج علي أبوعيدة
3. محمد شحدة عبيد أبوعيدة
4. زينب علي عبيد أبوعيدة
5. عرب محمد شحدة أبوعيدة
6. عمر محمد شحدة أبوعيدة
7. العنود محمد شحدة أبوعيدة
8. اسماء شحدة عبيد أبوعيدة
9. سارة عبيد محمد  أبوعيدة
10. رويدة علي عبيد أبوشريعة أبوعيدة
11. محمد علي عبيد أبوعيدة
12. عرفات موسى أبوعيدة
13. دلال حسين يوسف أبوعيدة
14. حسين رامي عرفات أبوعيدة
15. لمى رامي عرفات أبوعيدة
16. مريم رامي عرفات أبوعيدة
17. راما رامي عرفات أبوعيدة
18. رغد ياسر عرفات أبوعيدة
19. حسن محمد أبوعيدة
20. إنتصار عليان حسن أبوعيدة
21. غالية حسن محمد أبوعيدة
22. هبة حسن محمد أبوعيدة
23. ريم حسن محمد أبوعيدة
24. زياد حسن محمد أبوعيدة
25. هنادي سليمان عطية أبوعيدة
26. أحمد زياد حسن أبوعيدة
27. زياد حسن أبوعيدة
28. تحرير ماهر محمد أبوعيدة
29. أيهم إياد حسن أبوعيدة
30. هبة محمد ماهر أبوعيدة
31. إبراهيم حسن محمد أبوعيدة
32. سجى حسن محمد أبوعيدة
33. سعيد محمد محمد أبو عيدة
34. أمال عطية حسن أبوعيدة
35. محمد سعيد محمد أبوعيدة
36. سلسبيل سعيد محمد أبوعيدة
37. سدرة ياسين سعيد أبوعيدة
38. آية سعيد محمد أبوعيدة
39. إياد غبن
40. حمزة إياد غبن
41. رغدة إياد غبن
42. إياد غبن
43. إياد غبن
44. آمال سليمان حسين أبوعيدة
45. وردة محمد يوسف أبوعيدة
46. نضال محمد يوسف أبوعيدة
47. سوزان عرفات موسى أبوعيدة
48. يوسف نضال محمد أبوعيدة
49. شذى نضال محمد أبوعيدة
50. نضال محمد أبوعيدة
51. نضال محمد أبوعيدة
52. سهيل محمد يوسف أبوعيدة
53. ريم أحمد إشتيوي أبوعيدة
54. هايل سهيل محمد أبوعيدة
55. شهاب سهيل محمد أبوعيدة
56. براء عاطف إسماعيل أبوعيدة
57. عمر عائد محمد أبوعيدة
58. عائد محمد أبوعيدة
59. عائد محمد أبوعيدة
60. فتحية أبوعيدة
61. سلوى أحمد يوسف أبوعيدة
62. صباح أحمد يوسف أبوعيدة
63. سهى أحمد يوسف أبوعيدة
64. دلين حسين أحمد أبو عيدة
65. معيوفة عطية أبوعيدة
66. محمود العبد إسماعيل أبوعيدة
67. روان عاطف إسماعيل أبوعيدة
68. محمود تيسير مصطفى أبوعيدة
69. خضر مفيد خالد أبوعيدة
70. محمود عبدالرحيم حسين أبوعيدة
71. أحمد سمير يوسف أبوعيدة
72. مريم علي ابراهيم أبوعيدة
73. مصطفى نمر أبوعيدة
74. أحمد يوسف إبراهيم أبوعيدة
75. أحمد جمال إبراهيم أبوعيدة
76. صبا منير محمد أبوعيدة
77. مازن ماهر عطية أبوخريس